# Udruženje američkih sveučilišta
Udruženje američkih sveučilišta (engleski: Association of American Universities, skraćeno AAU) međunarodno je udruženje vodećih istraživačkih sveučilišta posvećenih održavanju sustava akademskog istraživanja i obrazovanja. Osnovano je 1900. sa sjedištem u američkom glavnom gradu Washingtonu, a sastoji se od 60 javnih ili privatnih američkih, i dva kanadska sveučilišta.
Osnovala ga je skupina doktora filozofije koji su željeli objediniti sve doktorske programe u SAD-u i Kanadi i standardizirati ih kako bi bili jednak u svim saveznim državama i na svim sveučilištima. Brojna sveučilišta je smatraju najelitnijim udruženjem u američkom sveučilišnom sustavu.
Udruženje američkih sveučilišta ima, uz glavna tijela zakonodavne vlasti, obvezu izrade američke znanstvene politike, odnosno svake godine izrađuje procjene i studije o rezultatima ulagnja u znanost i visoko obrazovanje, koje Udruženje smatra temeljima napretka svake države.

## Predsjednici
Popis predsjednika Udruženja od ustanovljenja te dužnosti 1977. godine:
| Predsjednik             | Mandat                          |
| ----------------------- | ------------------------------- |
| Thomas A. Bartlett      | 1977. – 1982.                   |
| Robert M. Rosenzweig    | 1983. – 1993.                   |
| Cornelius J. Pings      | 1993. – 1998.                   |
| Nils Hasselmo           | 1. lipnja 1998. - travanj 2006. |
| Robert M. Berdahl       | svibanj 2006. – lipanj 2011.    |
| Hunter R. Rawlings III. | 1. srpnja 2011. - svibanj 2016. |
| Mary Sue Coleman        | 1. lipnja 2016.                 |

## Vanjske poveznice
- Službene stranice AAU-a (engl.)